# Фоксхом (Минесота)
Фоксхом (енгл. Foxhome) град је у америчкој савезној држави Минесота.

## Демографија
По попису из 2010. године број становника је 116, што је 27 (-18,9%) становника мање него 2000. године.
| Група             | 2000.       | 2010.       |
| Белци             | 142 (99,3%) | 113 (97,4%) |
| Афроамериканци    | 0 (0,0%)    | 0 (0,0%)    |
| Азијати           | 0 (0,0%)    | 0 (0,0%)    |
| Хиспаноамериканци | 1 (0,7%)    | 0 (0,0%)    |
| Укупно            | 143         | 116         |